# Đại học Công nghệ thông tin Copenhagen

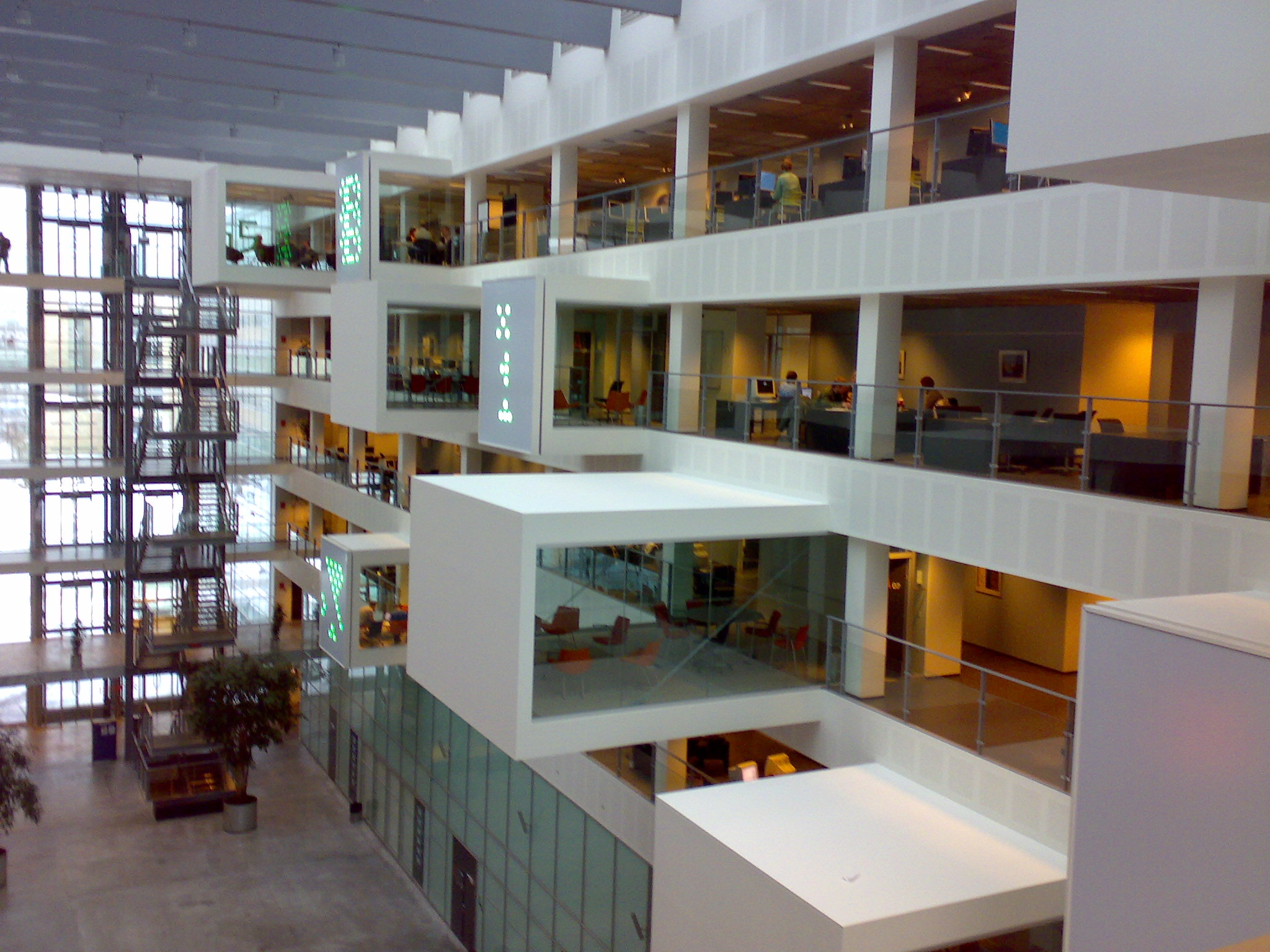

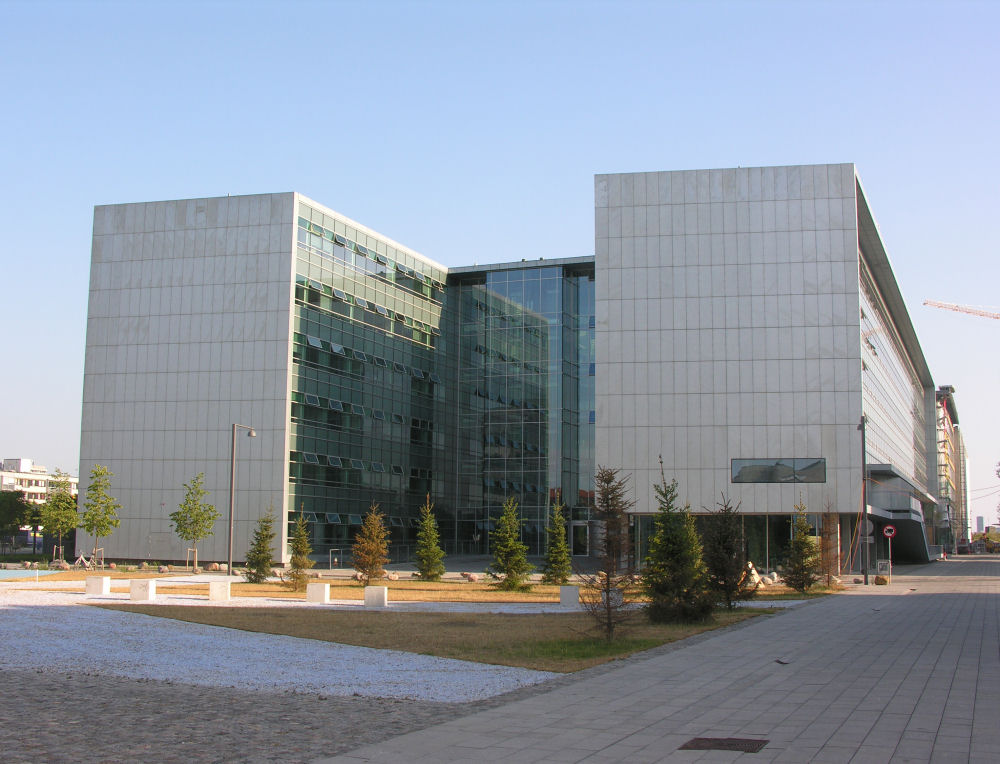
Đại học Công nghệ thông tin Copenhagen nhìn từ hướng bắc

Đại học Công nghệ thông tin Copenhagen (viết tắt là ITU) được thành lập năm 1999 như một phân khoa tự do với tên "Trường Cao đẳng Công nghệ thông tin Copenhagen" trực thuộc "Trường Cao đẳng Thương mại Copenhagen". Từ năm 2003, do một luật mới về trường đại học, trường này trở thành một trường đại học tự trị. Đây là trường đại học thứ 12 và nhỏ nhất Đan Mạch.
Đại học Công nghệ thông tin Copenhagen đảm nhiệm việc nghiên cứu và đào tạo nhiều ngành khác nhau trong công nghệ thông tin từ cấp cử nhân tới cấp tiến sĩ. Ban đầu, trường chỉ đào tạo cấp thạc sĩ và chỉ thâu nhận các sinh viên đã có bằng cử nhân (không nhất thiết phải là cử nhân công nghệ thông tin). Từ tháng 8 năm 2007, trường bắt đầu có chương trình đào tạo cấp cử nhân công nghệ thông tin (phần mềm). Hiện trường có 6 chương trình đào tạo cấp thạc sĩ, trong đó có 2 chương trình quốc tế, được giảng dạy bằng tiếng Anh và có khoảng 40 nghiên cứu sinh cấp tiến sĩ. Hiện nay, trường có đoàn giáo chức trên 40 người và khoảng 1.500 sinh viên các cấp. Trường cũng hợp tác với Đại học Copenhagen và Trường Kinh doanh Copenhagen (Copenhagen Business School) trong việc đào tạo.
Từ năm 2004, trường đã dọn về trụ sở mới ở Ørested, ngay cạnh Phân khoa Nhân văn của Đại học Copenhagen và cạnh Đài Truyền hình DR1 Đan Mạch. Tòa nhà mới này do kiến trúc sư Henning Larsen thiết kế.